# 1429

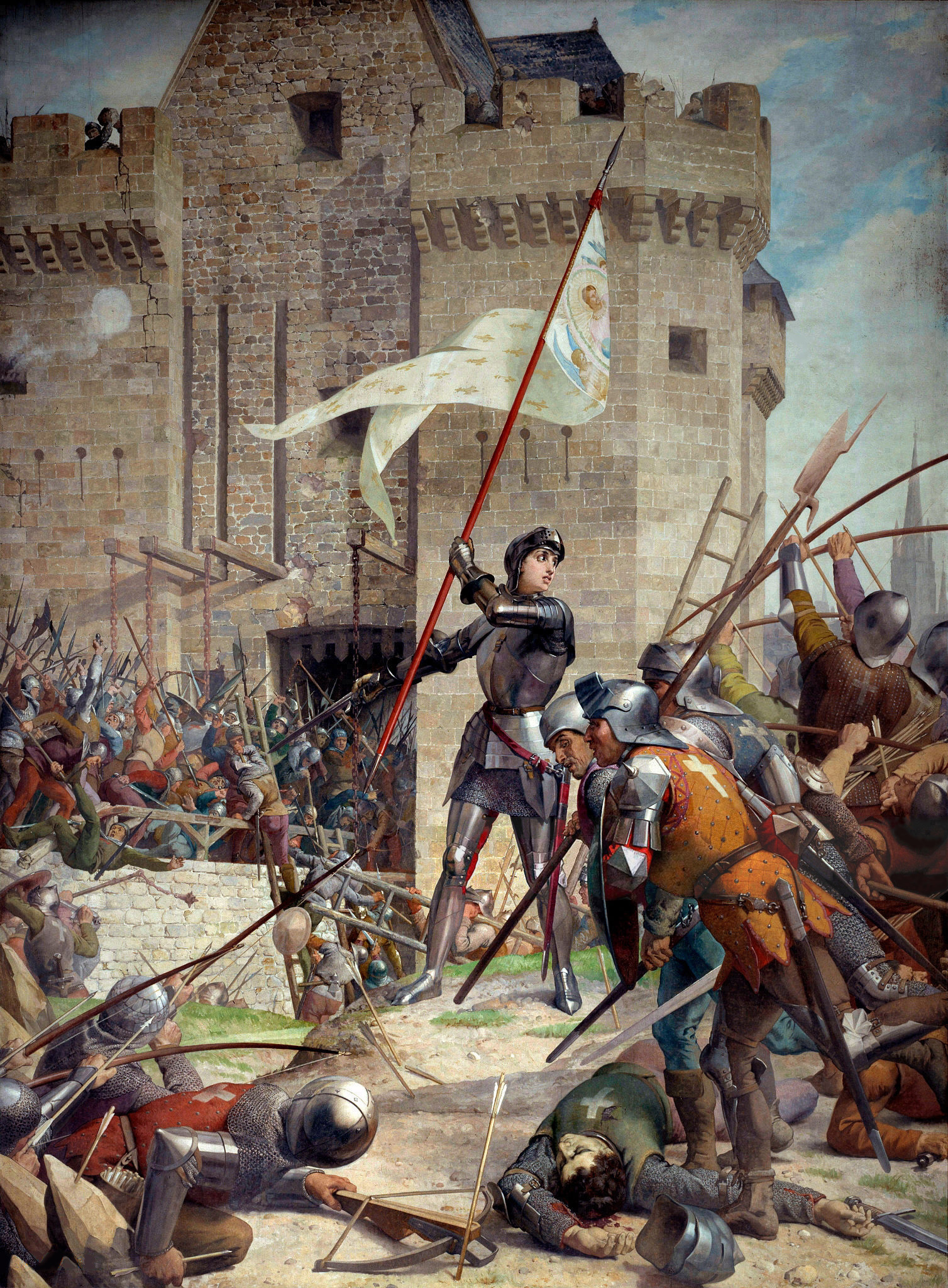
Jeanne d'Arc leidt in het opheffen van het Beleg van Orléans

Het jaar 1429 is het 29e jaar in de 15e eeuw volgens de christelijke jaartelling.

## Gebeurtenissen
februari
- 4 - Jeanne d'Arc heeft een ontmoeting met dauphin Karel.

maart
- 10 - Graaf Jan III van Namen wordt na zijn kinderloze overlijden opgevolgd door Filips de Goede van Bourgondië. Deze lijft het landje in bij de Bourgondische Nederlanden en zet er Jan II van Croÿ neer als stadhouder.

april
- 29 - Jeanne d'Arc komt aan in het belegerde Orléans, en geeft de gedemoraliseerde bevolking nieuwe moed.

mei
- 8 - Na enkele snel opeenvolgende Franse overwinningen onder aanvoering van, of in elk geval geïnspireerd door, Jeanne d'Arc, geven de Engelsen het Beleg van Orléans op.

juni
- 18 - Slag bij Patay: Vernietigende overwinning van de Fransen met Jeanne d'Arc op de Engelsen.

juli
- 17 - De Franse dauphin (troonopvolger) wordt in Reims tot koning Karel VII gekroond.
- 26 - Tegenpaus Clemens VIII doet afstand van het pausschap. Einde van het Westers Schisma.

september
- 8 - Mislukte poging van de Fransen Parijs te veroveren op de Engelsen. Jeanne d'Arc raakt gewond.

november
- 6 - Hendrik VI van Engeland wordt gekroond in Westminster Abbey.

zonder datum
- Shuhashi verenigt Riukiu tot een enkel koninkrijk.
- Erik VII van Denemarken stelt de Sonttol in.
- Bloedmirakel van Alkmaar.
- Klooster Schaer gesticht.

## Kunst en literatuur
- Matteo Palmieri: Della vita civile

## Opvolging
- Epirus - Karel I Tocco opgevolgd door Karel II Tocco
- Granada - Mohammed VIII opgevolgd door Mohammed IX
- Hohenlohe-Weikersheim - Albrecht opgevolgd door Crato IV
- Lan Xang - Phomatthat opgevolgd door zijn broer Youkhon
- Lippe - Simon IV opgevolgd door zijn zoon Bernhard VII
- Nassau-Weilburg en Saarbrücken - Filips I opgevolgd door zijn zoons Filips II en Johan II onder regentschap van hun moeder Isabella van Lotharingen
- Trebizonde - Alexios IV Megas Komnenos opgevolgd door Johannes IV Megas Komnenos
- Warschau - Jan I opgevolgd door zijn kleinzoon Bolesław IV onder regentschap van diens moeder Anna Feodorovna van Ratnie

## Afbeeldingen

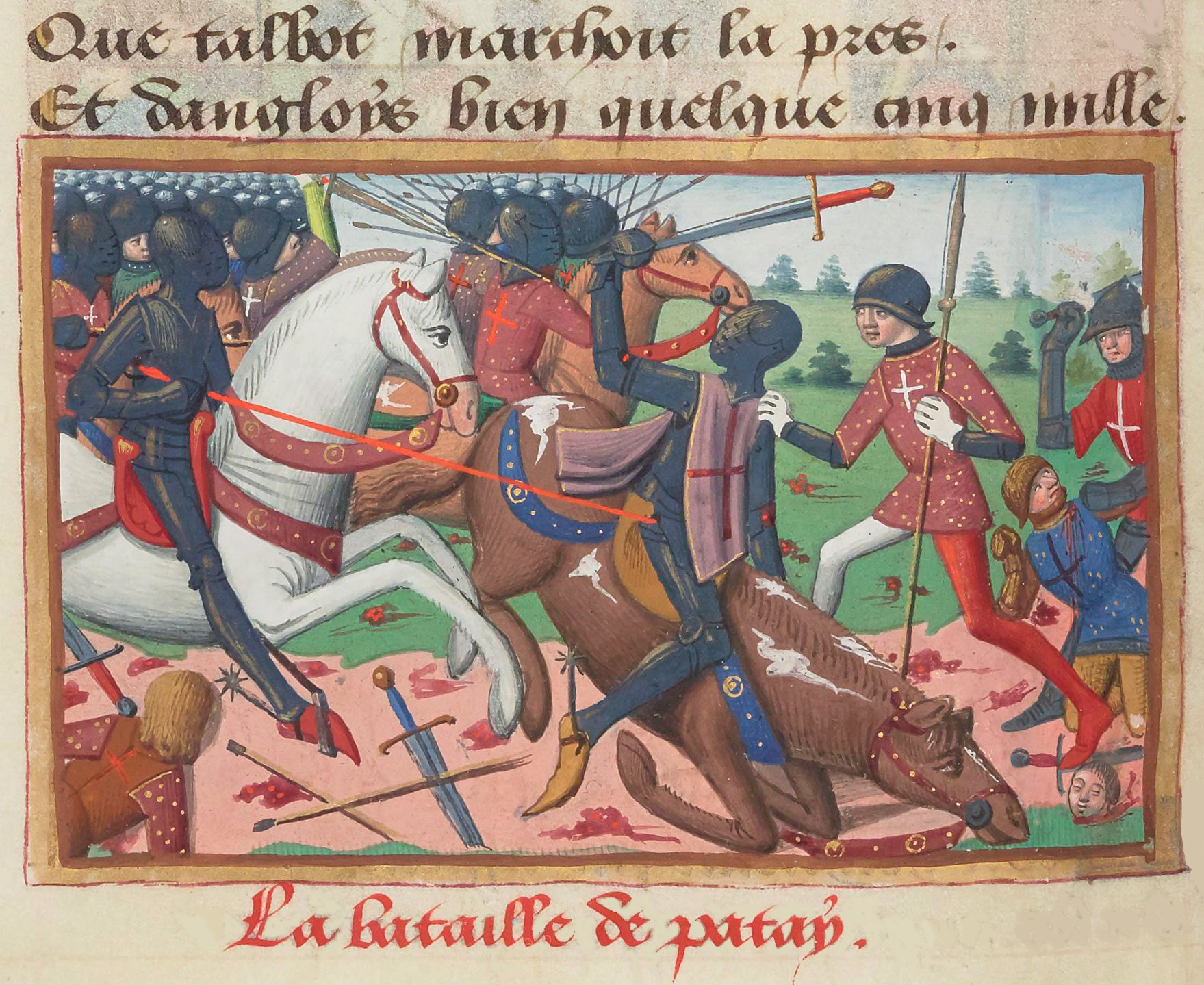
Slag bij Patay: De Franse ruiters verslaan de Engelse boogschutters
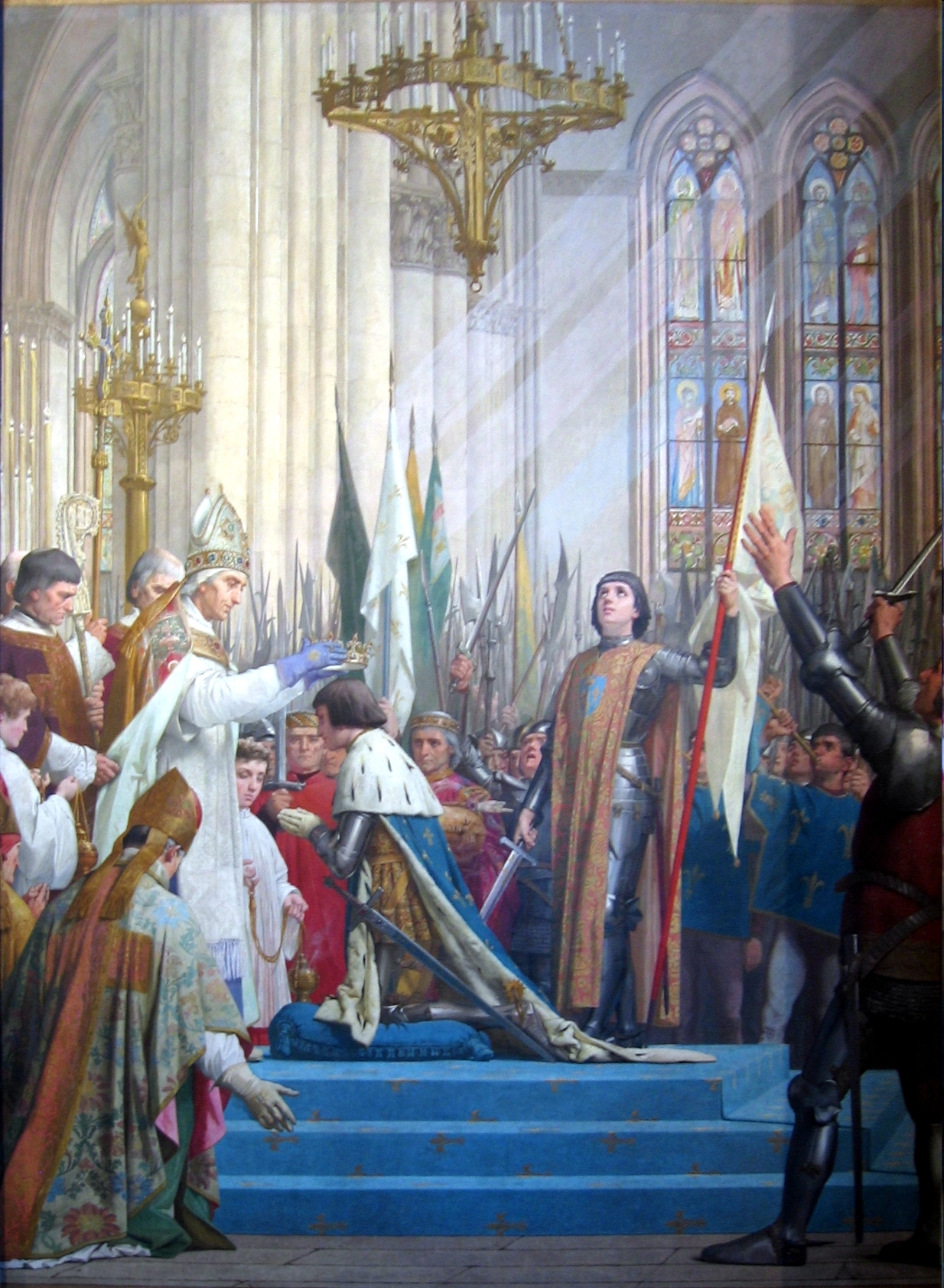
Karel VII tot koning gekroond
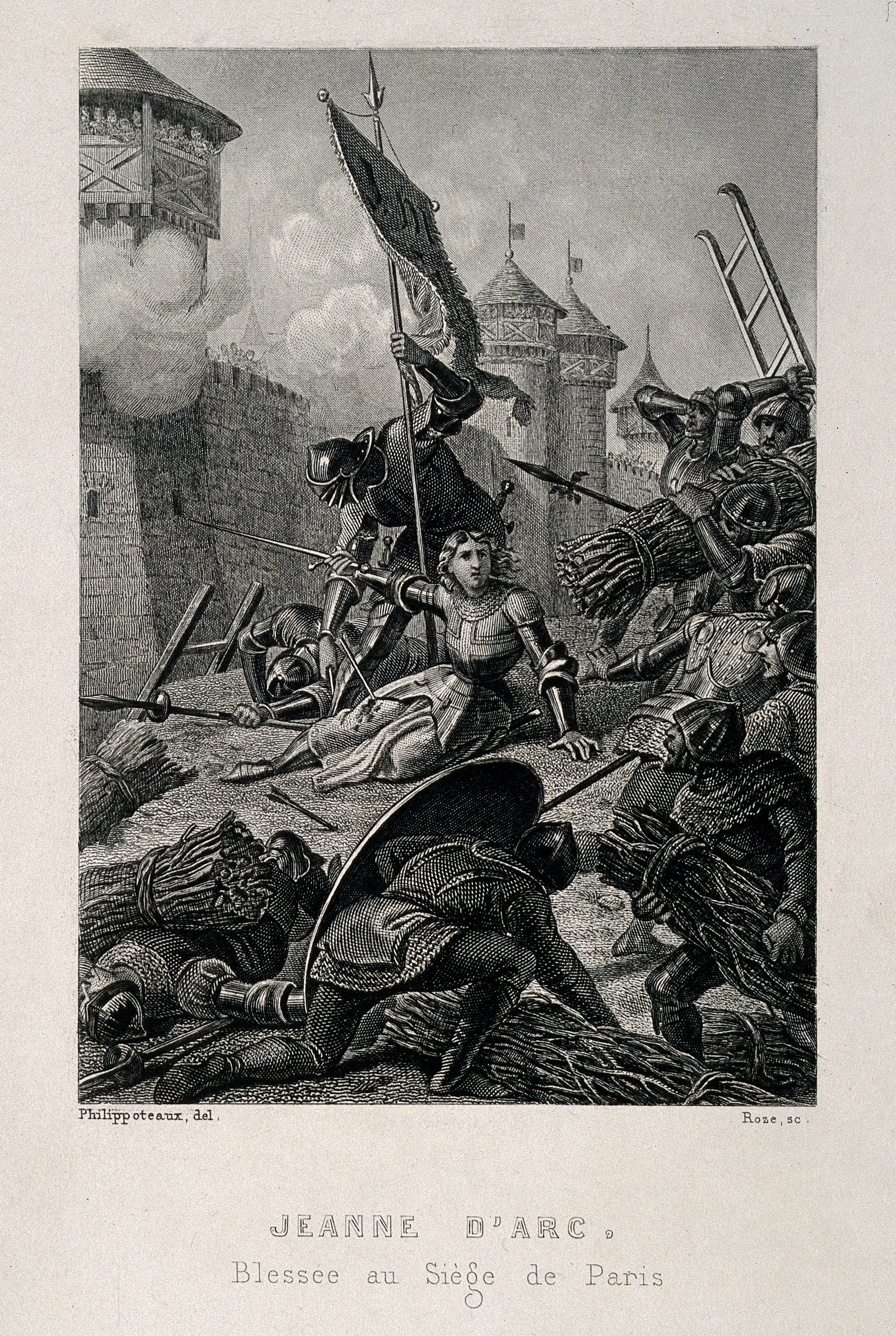
Jeanne d'Arc bij de aanval op Parijs

## Geboren
- Bernhard VII van Lippe, Duits edelman
- Dirk van Bronckhorst-Batenburg, Limburgs edelman
- Mino da Fiesole, Italiaans beeldhouwer
- Peter van Coimbra, Portugees edelman

## Overleden
- 25 januari - Hisko Abdena, Oost-Fries hoofdeling
- 20 februari - Giovanni di Bicci (~68), Florentijns bankier
- 2 juli - Filips I van Nassau-Weilburg (~61), graaf van Nassau-Weilburg en Saarbrücken
- 12 juli - Jean de Gerson (65), Frans theoloog
- 23 juli - Margaretha de Prades (~34), echtgenote van Martinus I van Aragon
- 11 augustus - Simon IV van Lippe (~25), Duits edelman
- 28 september - Cymburgis van Mazovië (~35), echtgenote van Ernst I van Habsburg
- 8 december - Jan I, hertog van Warschau
- Alonso Enríquez (~75), Castiliaans admiraal
- Hendrik de Oudere van Plauen, grootmeester van de Duitse Orde (1410-1413)
- Jan t'Serjacobs, Brabants abt
- Phommathat, koning van Lan Xang (1428-1429) (vermoord)
- Wijnand Maschereel van Rode, Limburgs geestelijke

## Trivia
- Het stripverhaal Het vuur en de maagd uit de serie De Rode Ridder speelt in 1429 en gaat over Jeanne d'Arc